# Mileewa
Mileewa är ett släkte av insekter. Mileewa ingår i familjen dvärgstritar.

## Dottertaxa tillMileewa, i alfabetisk ordning[1]
- Mileewa adrastus
- Mileewa agaue
- Mileewa ajax
- Mileewa alara
- Mileewa albovittata
- Mileewa amplimacula
- Mileewa anchora
- Mileewa antinous
- Mileewa antiphates
- Mileewa apelles
- Mileewa apollo
- Mileewa appius
- Mileewa archias
- Mileewa bifurcata
- Mileewa branchiuma
- Mileewa butleri
- Mileewa camilla
- Mileewa capreola
- Mileewa centrilineata
- Mileewa cerberus
- Mileewa choui
- Mileewa collina
- Mileewa demophoon
- Mileewa dentata
- Mileewa disclada
- Mileewa dorsimaculata
- Mileewa gillavyri
- Mileewa harpa
- Mileewa holomacula
- Mileewa hyalinata
- Mileewa ilaira
- Mileewa ingens
- Mileewa lackstripa
- Mileewa longiseta
- Mileewa luzonica
- Mileewa lynchi
- Mileewa mira
- Mileewa mollis
- Mileewa mulo
- Mileewa nigra
- Mileewa nigricauda
- Mileewa nigrimaculata
- Mileewa onytes
- Mileewa pallida
- Mileewa pansa
- Mileewa papillata
- Mileewa picturata
- Mileewa plagiata
- Mileewa ponta
- Mileewa pontoona
- Mileewa pugionata
- Mileewa rufivena
- Mileewa shirozui
- Mileewa signoreti
- Mileewa tartaros
- Mileewa thymoma
- Mileewa typica
- Mileewa unifasciata
- Mileewa ussurica
- Mileewa yigongana